# Son Noguera
Son Noguera és una possessió del terme de Llucmajor, Mallorca. Està situada al quilòmetre 2 de l'antiga carretera de Llucmajor a s'Arenal (Ma-6020).
El topònim de Son Noguera prové del 1553, quan n'era propietari Gabriel Noguera. Cap al darrer quinquenni del segle xvii fou adquirida per l'Orde de Sant Agustí, que la posseí fins a la desamortització de Mendizábal. Els frares del Socors engrandiren la possessió comprant terres veïnes. Després de la desamortització fou adquirida per Miquel Salvà i tenia una superfície de 182 quarterades.

## Les cases
Les cases actuals foren edificades durant els primers anys en què foren propietat dels frares Agustins, això és durant les primeres dècades del segle xviii. A la part esquerra de la clastra hi ha la data 1711 i a la façana principal la de 1729. Damunt el portal d'arc de mig punt, d'accés a l'interior de les cases, hi ha, dins una fornícula, la imatge de Sant Agustí d'Hipona. Els dos cossos d'edificis foren bastits a l'empara de la torre de defensa situada en un angle de la clastra. La torre, sensiblement deformada, és de data molt anterior a la resta de la construcció de les cases. En un cantó de les cases hi ha un doble rellotge de sol. L'interior és dividit en dos aiguavessos; és senzill i en destaca un arc de forma curiosa a l'esquerra del portal d'entrada en el primer aiguavés. A la part oposada hi ha una cuina. A l'esquerra del segon aiguavés hi ha la porta d'accés a la torre de defensa. Fora de la clastra es troba una petita capella de volta d'aresta. Damunt el portal d'entrada, en una fornícula, hi ha la imatge de Nostra Senyora del Socors que sosté en un braç el Nin Jesús, i en l'altre un bastó, amb el qual es defensa del dimoni situat als seus peus. En el coll de l'aljub de l'entrada del camí de les cases, hi figura la data «1701», probablement la primera obra dels Agustins.

### Torre de defensa
La torre de defensa està situada a les cases de la possessió, és de planta quadrangular amb uns costats d'uns 4,5 m de llargària. Té quatre plantes: les tres primeres són de l'edifici defensiu mentre que la quarta és un terrat modern amb parapet i barana de marès. El parament és paredat en verd, referit i enlluït amb les faixes simulades de ciment. Les estructures dels buits i faixes són de carreus de marès. És molt probable que la torre formés part de les cases originals, de les quals la primera data de la qual hom disposa de documentació és la dels estims de 1578, tant per la seva tipologia com per les necessitats defensives dels segles anteriors.

## Restes arqueològiques
A la part posterior de les cases hi ha un talaiot de planta circular, anomenat Talaiot de Son Noguera, que és l'únic que queda del poblat talaiòtic de la possessió veïnada de Son Julià i que fou destruït quan es construí la línia de ferrocarril que enllaçava Palma amb Llucmajor. A la Pleta del Forn de Calç s'hi troben també unes restes d'habitacions prehistòriques (Habitacions de Son Noguera - Pleta des Forn de Calç).